# ル・コルドン・ブルー

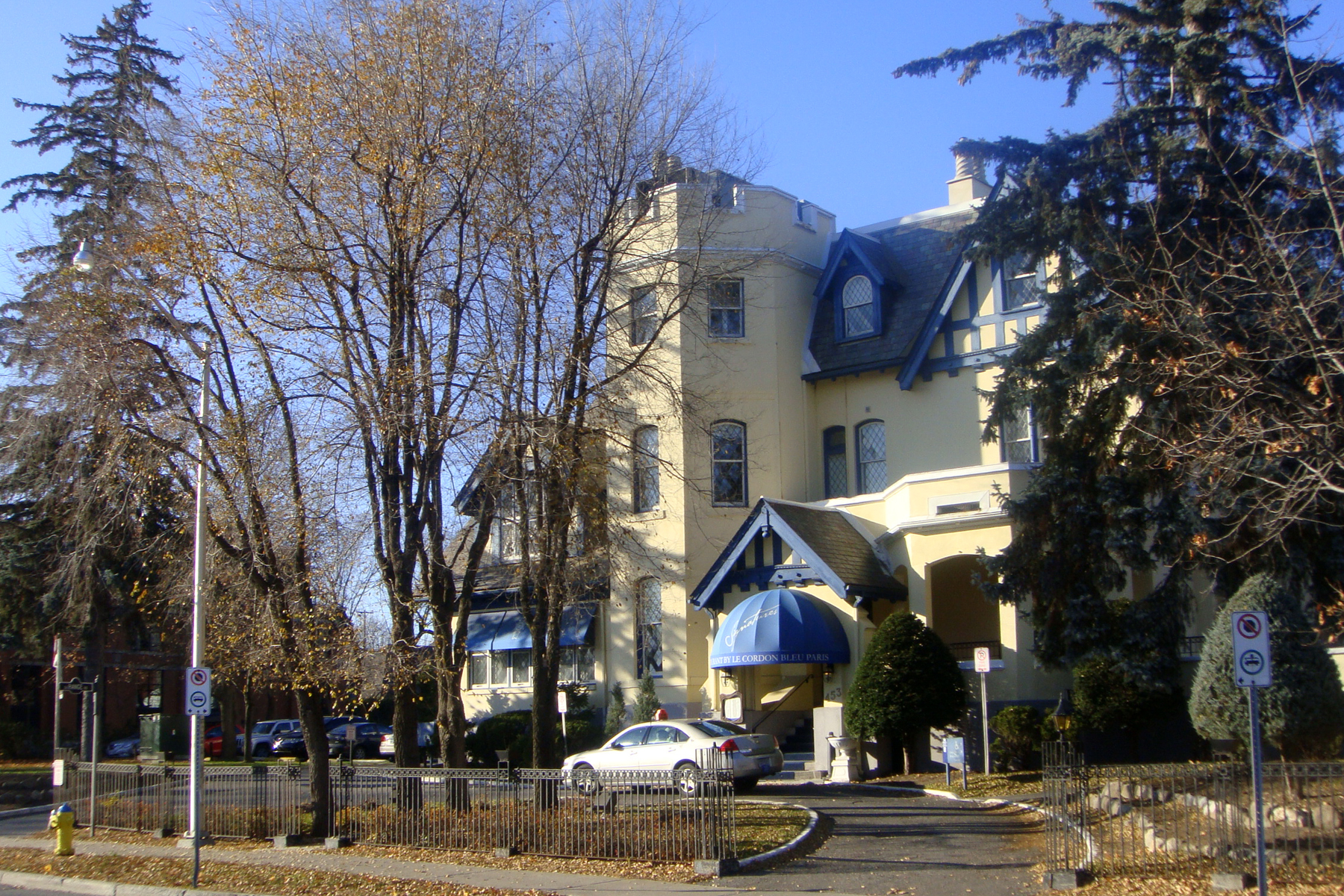
カナダ・オタワにある学校の一例。

ル・コルドン・ブルー（Le Cordon Bleu、フランス語で青のリボン）は、フランス・パリを中心に世界中で展開されている料理菓子専門学校。

## 概要
1896年創立。現在のパリ本校は8区に所在する。現在、世界5大陸35箇所に学校があり、年間で2万人が学んでいる。

## 主な卒業生
- マリオ・バターリ
- ジェフ・プロブスト
- ジュリア・チャイルド
- マイケル・ブース
- 上野万梨子
- 狐野扶実子
- 江上佳奈美
- 宮前真樹